# ATP Challenger Rio de Janeiro-3
Das ATP Challenger Rio de Janeiro (offiziell: Rio de Janeiro Challenger) war ein Tennisturnier, das von 1980 bis 2001 mit Unterbrechungen jährlich in Rio de Janeiro, Brasilien, stattfand. Es gehörte zur ATP Challenger Tour und wurde im Freien auf Sand gespielt. Luiz Mattar gewann ist mit drei Titeln im Einzel Rekordsieger des Turniers.

## Liste der Sieger

### Einzel
| Jahr                         | Sieger            | Finalgegner          | Ergebnis          |
| ---------------------------- | ----------------- | -------------------- | ----------------- |
| 2001                         | Kristian Pless    | Ricardo Mello        | 6:1, 6:1          |
| 1996–2000: nicht ausgetragen |                   |                      |                   |
| 1995                         | Nicolás Pereira   | João Cunha e Silva   | 7:5, 6:3          |
| 1991–1994: nicht ausgetragen |                   |                      |                   |
| 1990                         | Luiz Mattar (3)   | Luis-Enrique Herrera | 6:3, 3:6, 6:3     |
| 1989                         | Luiz Mattar (2)   | Francisco Roig       | 6:4, 6:3          |
| 1988                         | Javier Frana      | Cássio Motta         | 7:5, 4:6, 6:3     |
| 1987                         | nicht ausgetragen | nicht ausgetragen    | nicht ausgetragen |
| 1986 (2)                     | Cássio Motta      | Carlos Kirmayr       | 6:2, 6:3          |
| 1986 (1)                     | Luiz Mattar (1)   | Alejandro Ganzábal   | 6:7, 6:4, 6:3     |
| 1985 (2)                     | Víctor Pecci      | César Kist           | 6:2, 6:7, 6:3     |
| 1985 (1)                     | Givaldo Barbosa   | Marcelo Hennemann    | 7:5, 6:3          |
| 1983–1984: nicht ausgetragen |                   |                      |                   |
| 1982                         | João Soares       | Mark Dickson         | 6:1, 0:6, 6:1     |
| 1981                         | Júlio Góes        | Pablo Arraya         | 6:3, 6:3          |
| 1980                         | Carlos Kirmayr    | Carlos Lando         | 6:4, 6:0          |

### Doppel
| Jahr                         | Sieger                                 | Finalgegner                            | Ergebnis          |
| ---------------------------- | -------------------------------------- | -------------------------------------- | ----------------- |
| 2001                         | Justin Gimelstob David Macpherson      | Julian Knowle Michael Kohlmann         | 7:65, 6:3         |
| 1996–2000: nicht ausgetragen |                                        |                                        |                   |
| 1995                         | João Cunha e Silva Óscar Ortiz         | Jean-Philippe Fleurian Nicolás Pereira | 7:5, 4:6, 6:1     |
| 1991–1994: nicht ausgetragen |                                        |                                        |                   |
| 1990                         | Roger Smith Tobias Svantesson          | Shelby Cannon Alfonso Mora             | 7:5, 6:4          |
| 1989                         | Charles Beckman Shelby Cannon          | Dácio Campos Luiz Mattar               | 6:3, 6:2          |
| 1988                         | Bruce Derlin Tony Mmoh                 | Horacio de la Peña Javier Frana        | 6:7, 7:5, 6:3     |
| 1987                         | nicht ausgetragen                      | nicht ausgetragen                      | nicht ausgetragen |
| 1986 (2)                     | Eduardo Bengoechea Diego Pérez         | Nelson Aerts Fernando Roese            | 6:7, 7:6, 6:4     |
| 1986 (1)                     | Carlos Kirmayr Cássio Motta            | Givaldo Barbosa Edvaldo Oliveira       | 7:5, 6:4          |
| 1985 (2)                     | Carlos di Laura Emilio Sánchez Vicario | Gustavo Guerrero Gustavo Tiberti       | 4:6, 6:4, 6:2     |
| 1985 (1)                     | Givaldo Barbosa Ivan Kley              | Marcos Hocevar Alexandre Hocevar       | 6:1, 6:3          |
| 1983–1984: nicht ausgetragen |                                        |                                        |                   |
| 1982                         | Dominique Bedel Belus Prajoux          | Mark Dickson Joel Hoffman              | 6:2, 6:7, 6:2     |
| 1981                         | Givaldo Barbosa João Soares            | Guillermo Aubone Carlos Lando          | 6:4, 6:3          |
| 1980                         | Ricardo Cano Cássio Motta              | Alejandro Ganzábal Gustavo Guerrero    | 6:4, 6:4          |